# Maison André
La maison André est un immeuble situé à Aix-en-Provence, au 24, cours Mirabeau. 

## Histoire
La façade sur le cours et la toiture sont inscrits au titre des monuments historiques par arrêté du 2 juin 1942.